# 莱奥·维尔肯斯
莱奥·维尔肯斯（瑞典語：Leo Wilkens，1893年11月25日—1967年1月4日），生于马尔默，瑞典男子赛艇运动员。他曾代表瑞典参加1912年夏季奥林匹克运动会赛艇比赛，获得男子四人单桨有舵手内桨架银牌。